# 2971 Mohr
A 2971 Mohr (ideiglenes jelöléssel 1980 YL) a Naprendszer kisbolygóövében található aszteroida. Antonín Mrkos fedezte fel 1980.  december 30-án.